# Copa da Ásia de Futebol Feminino
A Copa da Ásia de Futebol Feminino (anteriormente conhecida como Campeonato Feminino da AFC) é uma competição quadrienal de futebol feminino de seleções  organizada pela Confederação Asiática de Futebol (AFC). É a competição mais antiga  do futebol feminino e a principal competição da categoria do continente.
É um torneio que funciona como a qualificação asiática para a Copa do Mundo de Futebol Feminino. A China é a maior campeã da competição com nove títulos, a seleção também é a atual campeã.

## História
A competição foi criada pela Confederação Asiática de Futebol Feminino (ALFC), uma área da AFC responsável pelo futebol feminino. A primeira competição foi realizada em 1975 e foi realizada a cada dois anos depois disso, exceto por um período na década de 1980 em que a competição foi realizada a cada três anos. A ALFC era inicialmente uma organização separada, mas foi absorvida pela AFC em 1986.
De 1975 a 1981, as partidas tinham 60 minutos de duração.
A competição foi dominada por países da Orla do Pacífico ou da Ásia Oriental (incluindo Leste e Sudeste Asiático), com a seleção chinesa vencendo nove vezes, incluindo uma série de sete títulos consecutivos. Os países da Ásia Central e Ocidental tiveram menos sucesso, com apenas as seleções do Uzbequistão, Cazaquistão, Jordânia e Irã terem se classificado até atualmente. A Ásia Oriental também tem sido muito mais frequente em participar da Copa do Mundo Feminina, com cinco equipes femininas marcando presença constantemente entre as nações asiáticas, sendo elas: Austrália, China, Coreia do Norte, Coreia do Sul e Japão.
A duração entre os torneios mudou para a cada quatro anos a partir de 2010, depois que a AFC anunciou que a Copa da Ásia serviria adicionalmente como qualificação para a Copa do Mundo Feminina. O torneio foi ampliado de oito equipes para doze a partir da edição de 2022.

## Formato
Todos os quarenta e sete membros da AFC que têm uma equipe nacional feminina são elegíveis para participar do torneio de qualificação para a fase final.
A partir da edição de 2022, um total de doze equipes participam da fase final, incluindo os anfitriões, os três primeiros colocados da edição anterior e oito equipes do torneio de qualificação.

## Resultados
Notas
1. ↑  A Austrália foi representada por Nova Gales do Sul.

### Títulos por país
| Seleção         | Títulos                                                   | Vices                       | Semifinalistas                                            |
| --------------- | --------------------------------------------------------- | --------------------------- | --------------------------------------------------------- |
| China           | 9 (1986, 1989, 1991, 1993, 1995, 1997, 1999, 2006 e 2022) | 2 (2003 e 2008)             | 4 (2001, 2010, 2014 e 2018)                               |
| Coreia do Norte | 3 (2001, 2003 e 2008)                                     | 3 (1993, 1997 e 2010)       | 2 (1991, 1999 e 2006)                                     |
| Taipé Chinês    | 3 (1977, 1980 e 1981)                                     | 2 (1989 e 1999)             | 4 (1991, 1993, 1995 e 1997)                               |
| Japão           | 2 (2014 e 2018)                                           | 3 (1986, 1991, 1995 e 2001) | 9 (1989, 1993, 1997, 1999, 2003, 2006, 2008, 2010 e 2022) |
| Austrália       | 1 (2010)                                                  | 3 (2006, 2014 e 2018)       | 3 (1975, 1980 e 2008)                                     |
| Tailândia       | 1 (1983)                                                  | 3 (1975, 1977 e 1981)       | 2 (1986 e 2018)                                           |
| Nova Zelândia   | 1 (1975)                                                  | —                           | —                                                         |
| Índia           | —                                                         | 2 (1980 e 1983)             | 1 (1981)                                                  |
| Coreia do Sul   | —                                                         | 1 (2022)                    | 4 (1995, 2001, 2003 e 2014)                               |
| Hong Kong       | —                                                         | —                           | 3 (1980, 1981 e 1989)                                     |
| Malásia         | —                                                         | —                           | 2 (1975 e 1983)                                           |
| Singapura       | —                                                         | —                           | 2 (1977 e 1983)                                           |
| Indonésia       | —                                                         | —                           | 2 (1977 e 1986)                                           |
| Filipinas       | —                                                         | —                           | 1 (2022)                                                  |